# 루 코스텔로
루 코스텔로(Lou Costello, 1906년 3월 6일 ~ 1959년 3월 3일)는 미국의 배우 및 희극인이다. 버드 애벗과 애벗과 코스텔로로도 활동하였다.

## 참여 작품
- 애보트와 코스텔로 프랑켄슈타인을 만나다